# Peter Barlow
Peter Barlow (ur. 13 października 1776 w Norwich,  zm. 1 marca 1862 w Woolwich) – angielski matematyk i fizyk. Laureat Medalu Copleya.
Uważany za twórcę prototypu silnika elektrycznego. Profesor Królewskiej Akademii Wojskowej w Woolwich. Opracował w 1814 tablice matematyczne i opublikował pracę znaną jako „Tablice Barlowa”, w której podał kwadraty, sześciany, pierwiastki kwadratowe, odwrotności i logarytmy wszystkich liczb z zakresu 1-10000.
Głównie prace z magnetyzmu, elektryczności, optyki. Pierwszy skonstruował obiektyw achromatyczny.

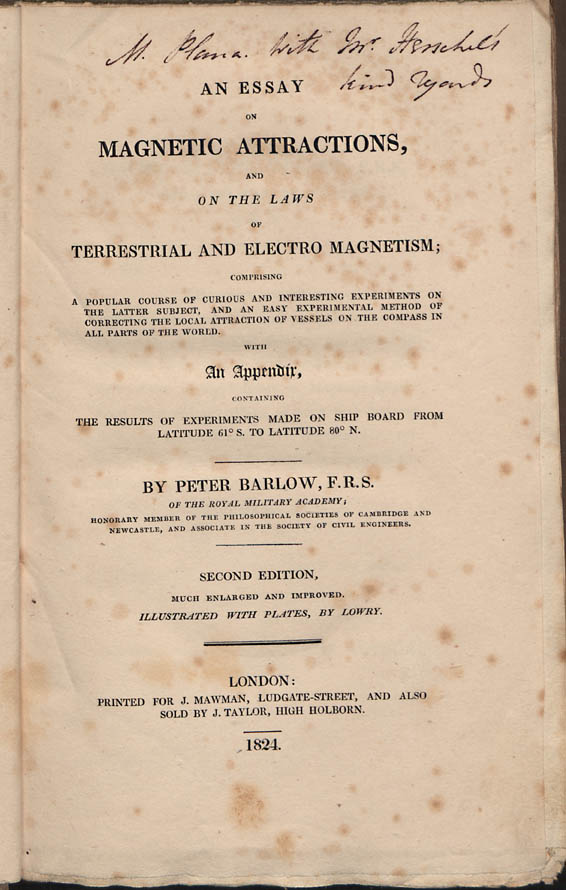
Essay on magnetic attractions, and on the laws of terrestrial and electro magnetism, 1824